# Arctia opulenta
Arctia opulenta är en fjärilsart som beskrevs av Edwards 1881. Arctia opulenta ingår i släktet Arctia och familjen björnspinnare. Inga underarter finns listade i Catalogue of Life.